# Sven Linderoth

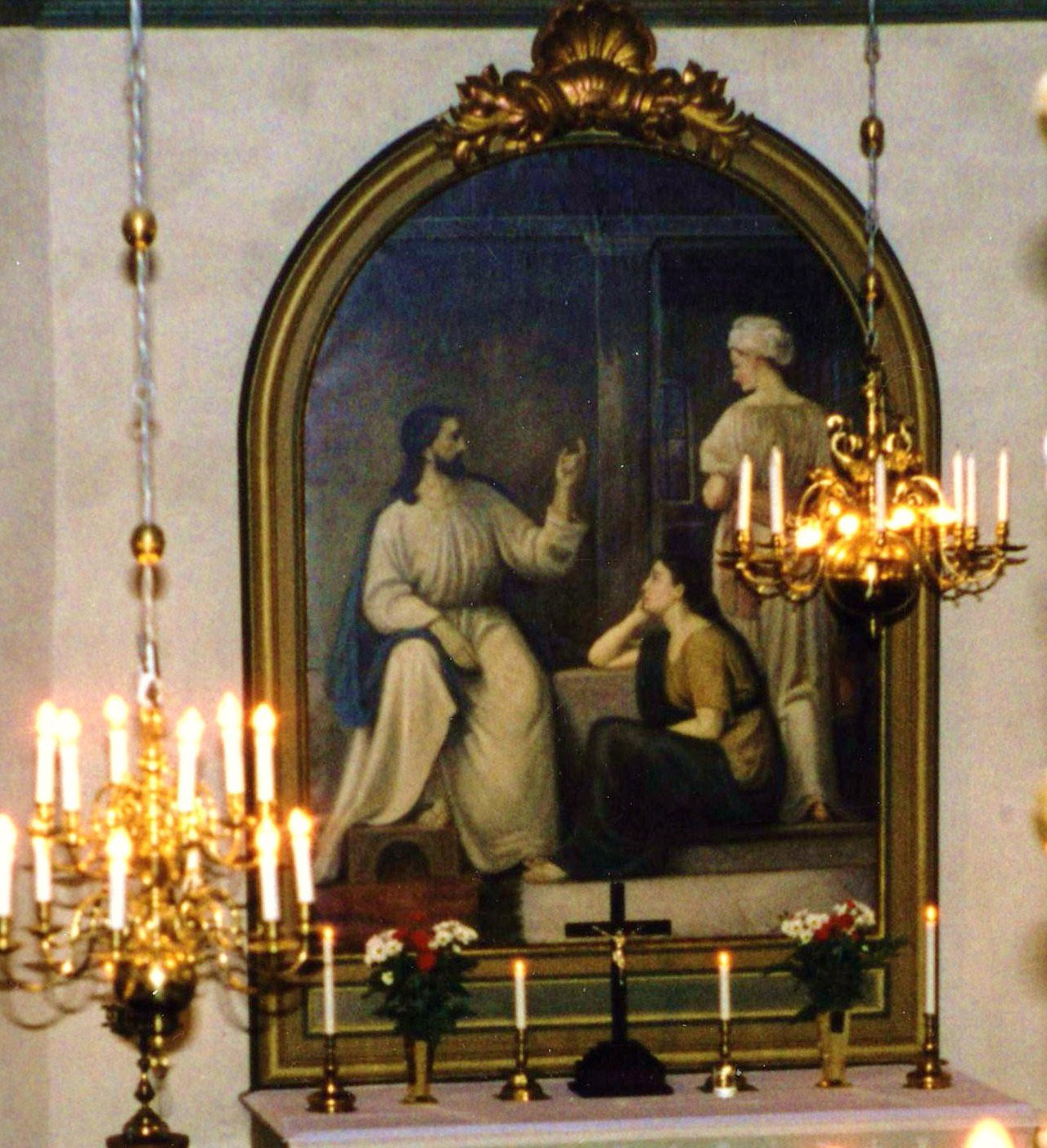
Altartavlan i Lugnås kyrka, utförd av Linderoth 1906.

Sven August Linderoth, född 11 augusti 1859 i Saleby socken, Skaraborgs län, död 20 oktober 1934 i Järpås, var en svensk målare.
I tjugoårsåldern flyttade Linderoth till Stockholm för att studera konst för Axel Kulle han fortsatte därefter sina studier i några perioder för Fernand Cormon i Paris. Under några av sina Frankrikevistelser delade han bostad med Nils Forsberg. Han medverkade i ett flertal samlingsutställningar, bland annat i Sundsvall, Malmö, Hudiksvall och Skara. Till hans offentliga arbeten märks ett flertal altartavlor, bland annat Jesus, Maria och Martha för Uvereds kyrka, Kristus och evangelisterna i Eriksbergs nya kyrka, Kristus i Getsemane för Vilske-Kleva kyrka som senare flyttades till kyrkans långvägg samt två målningar för Ledsjö kyrka. Fram till sekelskiftet 1900 var han huvudsakligen verksam som porträttör men övergick därefter till mariner, ofta från den svenska västkusten. 
Han var från 1898 gift med småskolläraren Elisabet Blom. 